# Boarmia obliquisigna
Boarmia obliquisigna är en fjärilsart som beskrevs av Alfred Ernest Wileman 1912. Boarmia obliquisigna ingår i släktet Boarmia och familjen mätare. Inga underarter finns listade i Catalogue of Life.